# ツール・ド・コルス

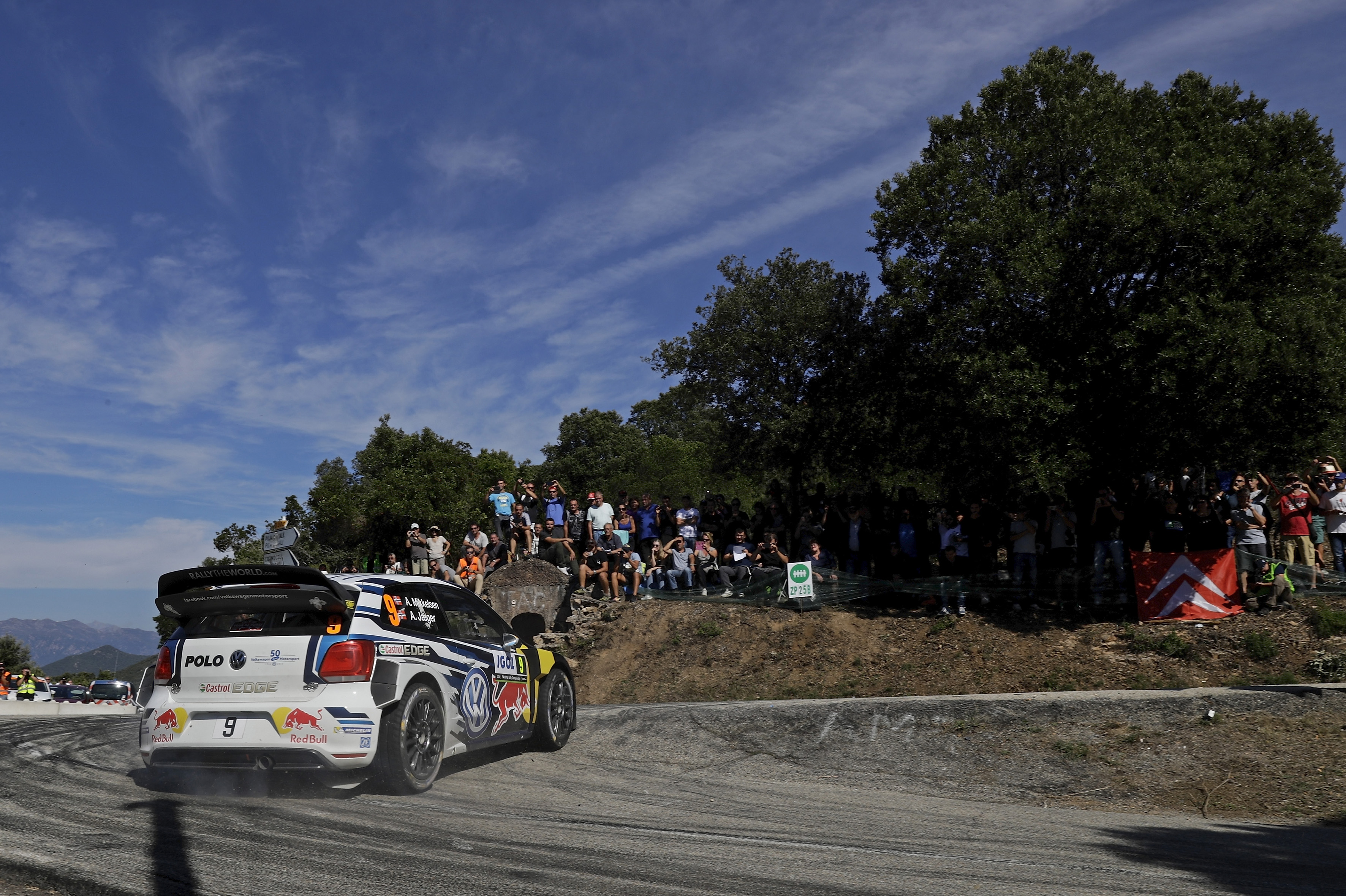
2016年

ツール・ド・コルス-ラリー・ド・フランス（Le Tour de Corse-Rallye de France ）は1956年からフランスのコルシカ島で開催されているラリー。ラリー・モンテカルロやアクロポリス・ラリーと並ぶクラシックイベントで、数々の逸話が生まれた。

## 概要
1973年から世界ラリー選手権 (WRC) の一戦として開催。1996年を除いて、2008年まではWRCカレンダー内での開催としていたが、ローテーション制のため、2009年はシリーズカレンダーから外された。2010年よりフランスにおけるWRC開催地は本土のアルザス地方に変更され、2011年と2012年はインターコンチネンタル・ラリー・チャレンジ (IRC) 、2013年と2014年はヨーロッパラリー選手権 (ERC) の一戦として開催された。2015年から再びWRCに復活した。
1980年までは秋期に開催され、1981年から1999年までは5月に開催されていたが、2000年以降は9月（2000年、2001年）、3月（2002年）、10月（2003年、2004年、2005年）、4月（2006年）、10月（2007年、2008年）と、年間スケジュールに翻弄された開催時期となっている。
かつては島を1周するラリーだったため「ツール（旅行）」という名が付く。1990年代より島南西部のアジャクシオ周辺にSSを設定してきたが、IRCでは島を縦断するように移動しながら戦うスタイルになった。WRC復帰後も3日間のSS数を10本程度に減らし、30-50km級のロングステージを設けている。島東北部のバスティアや中央部のコルテ、南東部のポルト＝ヴェッキオといった街も行程の要所となる。
「直線区間が100（200）メートルあったらそれはコルスではない」「1万のコーナーを持つラリー」とまで言われるほどツイスティーなターマックステージで、山岳地帯の切り立った断崖絶壁を縫うように走る。全体的に道幅が狭く舗装路面は荒れており、標高が高い場所では天候が急変することもしばしば。経験値や正確かつ辛抱強いドライビングが必要とされ、地元のフランス人ドライバーやターマックスペシャリストが強さを発揮してきた。

## 競技中での事故
1985年にはランチアのアッティリオ・ベッテガ、1986年には同じくランチアのヘンリ・トイヴォネンが競技中に事故死し、グループBのモンスターマシンの廃止につながった。コルテ-タベルナの事故現場の近くには、トイヴォネンとコ・ドライバーのセルジオ・クレストへ向けた小さな慰霊碑が建てられており、今なお多くのラリー関係者およびラリーファンが訪れている。1997年には三菱のトミ・マキネンがコース上にいた牛に激突し、はずみで谷へ50mほど転落したが無事に生還した。

## カーナンバー"4"
ツール・ド・コルスで死亡した1985年のアッティリオ・ベッテガ、1986年のヘンリ・トイヴォネン共、カーナンバーが4であった為、以後カーナンバー4は1995年まで欠番となる。1995年からは、カーナンバーがシーズンを通し固定制になる故の復活だが、1995年にカーナンバー4を付けてコルシカを走ったのはコリン・マクレーである。この時マクレーは生還しているが、2007年にヘリコプターの墜落で非業の死を遂げている。

## 1973年以降の優勝者
| 年度   | シリーズ | ドライバー                    | コ・ドライバー               | マシン                                              |
| ------ | -------- | ----------------------------- | ---------------------------- | --------------------------------------------------- |
| 1973年 | WRC      | ジャン=ピエール・ニコラ       | Michel Vial                  | アルピーヌ・ルノーA110 1800                         |
| 1974年 | WRC      | ジャン=クロード・アンドリュー | ミシェル・プティ (BICHE)     | ランチア・ストラトス HF                             |
| 1975年 | WRC      | ベルナール・ダルニッシュ      | アラン・マエ                 | ランチア・ストラトス HF                             |
| 1976年 | WRC      | サンドロ・ムナーリ            | シルヴィオ・マイガ           | ランチア・ストラトス HF                             |
| 1977年 | WRC      | ベルナール・ダルニッシュ      | アラン・マエ                 | フィアット・131・アバルト                           |
| 1978年 | WRC      | ベルナール・ダルニッシュ      | アラン・マエ                 | フィアット・131・アバルト                           |
| 1979年 | WRC      | ベルナール・ダルニッシュ      | アラン・マエ                 | ランチア・ストラトス HF                             |
| 1980年 | WRC      | ジャン＝リュック・テリエ      | Michel Vial                  | ポルシェ・911 SC                                    |
| 1981年 | WRC      | ベルナール・ダルニッシュ      | アラン・マエ                 | ランチア・ストラトス HF                             |
| 1982年 | WRC      | ジャン・ラニョッティ          | ジャン＝マルク・アンドリエ   | ルノー・5 ターボ                                    |
| 1983年 | WRC      | マルク・アレン                | イルッカ・キビマキ           | ランチア・ラリー037                                 |
| 1984年 | WRC      | マルク・アレン                | イルッカ・キビマキ           | ランチア・ラリー037                                 |
| 1985年 | WRC      | ジャン・ラニョッティ          | ピエール・ティモニエ         | ルノー・5 マキシターボ                              |
| 1986年 | WRC      | ブルーノ・サビー              | ジャンフランソワ・フォシーユ | プジョー・205ターボ16                               |
| 1987年 | WRC      | ベルナール・ベギン            | ジャン＝ジャック・ルネ       | BMW・M3                                             |
| 1988年 | WRC      | ディディエ・オリオール        | ベルナール・オセッリ         | フォード・シエラ RS コスワース                      |
| 1989年 | WRC      | ディディエ・オリオール        | ベルナール・オセッリ         | ランチア・デルタ インテグラーレ                     |
| 1990年 | WRC      | ディディエ・オリオール        | ベルナール・オセッリ         | ランチア・デルタ HF インテグラーレ 16V              |
| 1991年 | WRC      | カルロス・サインツ            | ルイス・モヤ                 | トヨタ・セリカ GT-FOUR                              |
| 1992年 | WRC      | ディディエ・オリオール        | ベルナール・オセッリ         | ランチア・デルタ HF インテグラーレ エボルツィオーネ |
| 1993年 | WRC      | フランソワ・デルクール        | ダニエル・グラタループ       | フォード・エスコート RS コスワース                  |
| 1994年 | WRC      | ディディエ・オリオール        | ベルナール・オセッリ         | トヨタ・セリカ ターボ 4WD                           |
| 1995年 | WRC      | ディディエ・オリオール        | デニス・ジロード             | トヨタ・セリカ GT-FOUR                              |
| 1996年 | W2L      | フィリップ・ブガルスキー      | ジャン＝ポール・シャローニ   | ルノー・メガーヌ マキシ                             |
| 1997年 | WRC      | コリン・マクレー              | ニッキー・グリスト           | スバル・インプレッサ WRC                            |
| 1998年 | WRC      | コリン・マクレー              | ニッキー・グリスト           | スバル・インプレッサ WRC                            |
| 1999年 | WRC      | フィリップ・ブガルスキー      | ジャン＝ポール・シャローニ   | シトロエン・クサラ キットカー                       |
| 2000年 | WRC      | ジル・パニッツィ              | エルヴェ・パニッツィ         | プジョー・206 WRC                                   |
| 2001年 | WRC      | ヘサス・ピュラス              | マルク・マルティ             | シトロエン・クサラ WRC                              |
| 2002年 | WRC      | ジル・パニッツィ              | エルヴェ・パニッツィ         | プジョー・206 WRC                                   |
| 2003年 | WRC      | ペター・ソルベルグ            | フィル・ミルズ               | スバル・インプレッサ WRC                            |
| 2004年 | WRC      | マルコ・マルティン            | マイケル・パーク             | フォード・フォーカスWRC                             |
| 2005年 | WRC      | セバスチャン・ローブ          | ダニエル・エレナ             | シトロエン・クサラ WRC                              |
| 2006年 | WRC      | セバスチャン・ローブ          | ダニエル・エレナ             | シトロエン・クサラ WRC                              |
| 2007年 | WRC      | セバスチャン・ローブ          | ダニエル・エレナ             | シトロエン・C4 WRC                                  |
| 2008年 | WRC      | セバスチャン・ローブ          | ダニエル・エレナ             | シトロエン・C4 WRC                                  |
| 2009年 |          | パスカル・トロジャニ          | フランシス・マゾッティ       | プジョー・307 WRC                                   |
| 2011年 | IRC      | ティエリー・ヌービル          | ニコラ・ジルスール           | プジョー・207 S2000                                 |
| 2012年 | IRC      | ダニ・ソルド                  | カルロス・デル・バリオ       | ミニ ジョン・クーパー ワークスWRC                   |
| 2013年 | ERC      | ブライアン・ブフィエ          | クサビエ・パンセリ           | プジョー・207 S2000                                 |
| 2014年 | ERC      | ステファン・サラザン          | Jacques-Julien Renucci       | フォード・フィエスタRRC                             |
| 2015年 | WRC      | ヤリ＝マティ・ラトバラ        | ミイカ・アンティラ           | フォルクスワーゲン・ポロR WRC                       |
| 2016年 | WRC      | セバスチャン・オジェ          | ジュリアン・イングラシア     | フォルクスワーゲン・ポロ R WRC                      |
| 2017年 | WRC      | ティエリー・ヌービル          | ニコラ・ジルソウル           | ヒュンダイ・i20クーペ WRC                           |
| 2018年 | WRC      | セバスチャン・オジェ          | ジュリアン・イングラシア     | フォード・フィエスタ RS WRC                         |
| 2019年 | WRC      | ティエリー・ヌービル          | ニコラ・ジルソウル           | ヒュンダイ・i20クーペ WRC                           |

- 1996年はFIA2リッターワールドカップ (W2L) として開催。

## 最多優勝回数
2回以下は割愛
- 6回: ベルナール・ダルニッシュ（うち1970年はWRC創設以前）、ディディエ・オリオール
- 4回: セバスチャン・ローブ
- 3回: ピエール・オルシーニ、ジャン＝クロード・アンドリュー